# Solarpark Bavaria
Der Solarpark Bavaria ist eine 35 Hektar große Photovoltaik-Freiflächenanlage in Mühlhausen (Oberpfalz) am Rhein-Main-Donau-Kanal.

## Lage
Das Gelände liegt direkt östlich am Main-Donau-Kanal bei MDK-km 115 auf einer Höhe von etwa 402 bis 412 m. Unmittelbar südlich befindet sich der Dürrlohsee und nördlich schließt die Lände Mühlhausen an. Die Große Kreisstadt Neumarkt in der Oberpfalz ist zwölf  Kilometer nördlich entfernt.

## Geschichte
Eröffnet wurde der Solarpark bereits am 30. Juni 2005, an das Netz ging er ein halbes Jahr später, im Dezember 2005. Als der Solarpark 2005 ans Netz ging, war er die größte Photovoltaikanlage der Welt. In den ersten beiden Jahren belief sich die Stromproduktion auf 110 % der ursprünglich prognostizierten Menge. Errichter und Betreiber ist die 1985 in Silicon Valley gegründete Firma SunPower.

## Technik
Die Solarstromanlage in Mühlhausen besteht aus insgesamt drei Solarkraftwerken, besitzt eine Spitzenleistung von 6,3 MW (bezogen auf die Modellannahmen in Watt Peak) und ein jährliches Regelarbeitsvermögen von 6,7 GWh elektrischer Energie. Der Kapazitätsfaktor liegt bei 12 %.
Insgesamt besteht der Solarpark Bavaria aus 57.618 der Sonne einachsig nachgeführten Solarstrommodulen. Es handelt sich um Solarmodule des Typs „PowerLight NT-5AE3D“ mit einer Nennleistung von jeweils 175 Watt, hergestellt von Sharp. Die Gesamtkosten beliefen sich auf rund 50 Millionen Euro.